# Archidice castelnaudii
Archidice castelnaudii là một loài bọ cánh cứng trong họ Cerambycidae.